# Rainer Beeck (Manager)

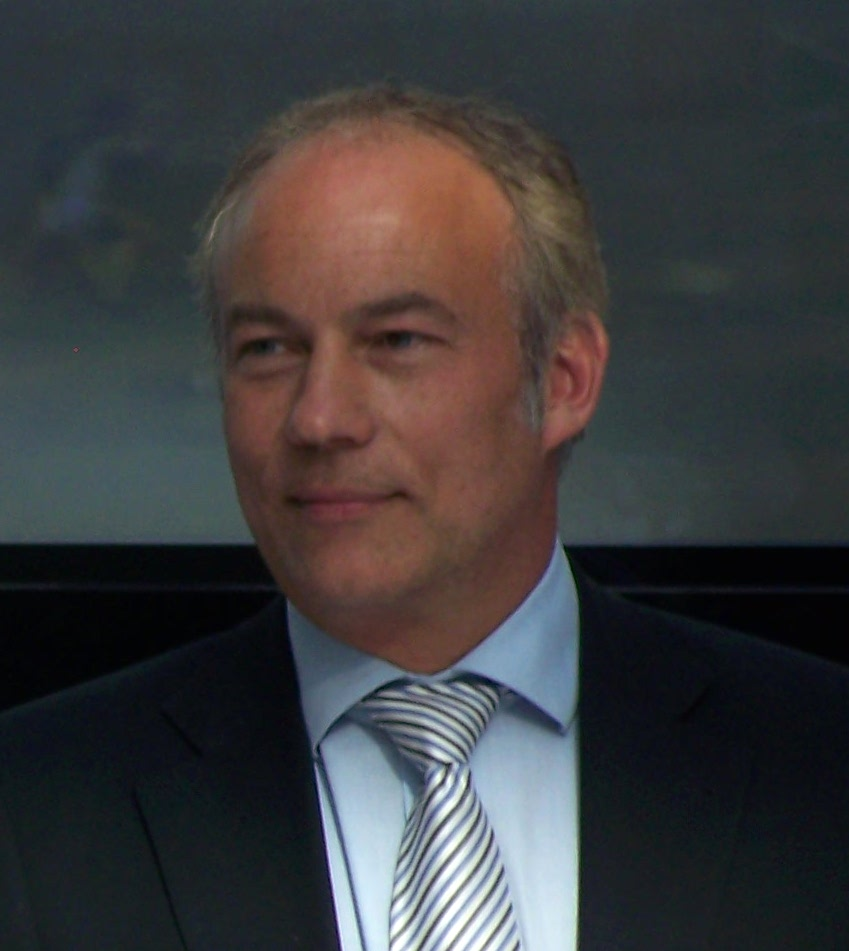
Rainer Beeck 2010

Rainer Beeck (* 9. August 1962 in München) ist ein deutscher Manager und war von 2008 bis 2011 Präsident des TSV 1860 München.

## Karriere
Nach einem Wirtschaftsingenieur- und BWL-Studium begann Beeck 1989 seine Karriere bei Lufthansa. Nach weiteren beruflichen Stationen bei der Treuhand Liegenschaftsgesellschaft mbH, im Deutsche Bank Konzern und West LB wechselte der deutsche Diplom-Betriebswirt 1997 zur Flughafen München GmbH und ist dort als Prokurist für den Geschäftsbereich „Commercial Activities“ zuständig.

## Präsidentenamt
Am 27. Mai 2008 wurde Beeck vom Aufsichtsrat zum Präsidenten des TSV 1860 München gewählt und damit der Nachfolger von Albrecht von Linde. Bei der 40. ordentlichen Delegiertenversammlung am 22. November 2008 wurde er mit 156 Stimmen bei 16 Gegenstimmen und 15 Enthaltungen offiziell im Amt bestätigt. Nachdem er auch im November 2010 mit 148 Stimmen bei 11 Gegenstimmen und 18 Enthaltungen im Amt bestätigt worden war, legte er Anfang 2011 sein Ehrenamt als Präsident aus beruflichen Gründen nieder. In der Aufsichtsratssitzung am 7. Februar 2011 wurde er von Dieter Schneider als Präsident abgelöst.